# Estevan Point Lighthouse
Estevan Point Lighthouse ist ein Leuchtturm an der Westküste vom Vancouver Island in der kanadischen Provinz British Columbia. Er liegt auf Hesquiat-Halbinsel, nordwestlich von Tofino bzw. südwestlich von Gold River, im Alberni-Clayoquot Regional District und wird durch die kanadische Coast Guard betrieben.
Der Leuchtturm liegt an der Südwestspitze der Halbinsel und damit zwischen dem Zugang zu den Gewässern des Nootka Sound im Nordwesten und dem Zugang zu den Gewässer des Hesquiat Harbour, die zum Clayoquot Sound gerechnet werden, im Osten. Das umgebende Gebiet gehört zum Hesquiat Peninsula Provincial Park und zum Clayoquot Sound Biosphere Reserve.
Am 20. Dezember 2013 wurde der Leuchtturm, nach dem Heritage Lighthouse Protection Act, zu einem schützenswerten historischen Leuchtturm erklärt.

## Geschichte
Der Leuchtturm auf Estevan Point wurde im Jahr 1909 erbaut und 1910 in Betrieb genommen.
Während des Zweiten Weltkriegs, am 20. Juni 1942, wurde der Leuchtturm durch das U-Boot I-26 der Kaiserlich Japanischen Marine angegriffen. Bei diesem Angriff wurde weder Menschen verletzt oder getötet noch der Leuchtturm beschädigt. Dieser Angriff auf kanadischen Boden war der erste militärische Angriff auf Kanada seit dem Krieg von 1812 und hatte Auswirkungen auf den Betrieb der Leuchttürme an der kanadischen Westküste.